# Église Sainte-Croix d'Allas-les-Mines
Pour les articles homonymes, voir Sainte-Croix.
L'église Sainte-Croix, également connue sous le double patronyme Saint-Martin-et-Sainte-Croix est une église catholique située à Allas-les-Mines, en France.

## Localisation
L'église est située dans le village d'Allas-les-Mines, en Périgord noir, dans le département français de la Dordogne.

## Historique
L'église est déjà citée en 1218 dans un pouillé du diocèse de Périgueux. Les destructions faites au cours du temps et les aménagements du XIXe siècle font que rien de visible ne subsiste de l'église romane.
La partie la plus intéressante est la façade de l'église avec le clocher-arcade et la tourelle d'escalier.
L'édifice est inscrit au titre des monuments historiques le 3 avril 1984.